# Posse do presidente do Brasil
A posse presidencial no Brasil ou a posse do presidente no Brasil é a cerimônia que marca o início do mandato de um presidente da República, um momento de grande simbolismo político e social. Desde a Proclamação da República em 1889, ela representa a transição de poder, seja em contextos democráticos ou autoritários. Hoje, a posse ocorre em 1º de janeiro do ano seguinte à eleição, conforme a Constituição de 1988 (Artigo 78). A partir de 2027, será em 5 de janeiro (Emenda Constitucional nº 111, 2021), para evitar o período de festas de fim de ano e facilitar a transição governamental.
A primeira posse foi de Deodoro da Fonseca, em 25 de fevereiro de 1891, sob a Constituição de 1891, que fixava 15 de novembro como data padrão. Desde então, 40 posses ocorreram com ritos formais e públicos, incluindo inícios de mandato e sucessões intra-mandato, como a de José Sarney em 1985. Antes de 1961, as cerimônias eram no Rio de Janeiro, em locais como o Palácio do Itamaraty e o Tiradentes; desde Jânio Quadros, em 1961, acontecem em Brasília, no Congresso Nacional. O juramento é prestado perante o Congresso, conduzido pelo Presidente do Senado, em um evento que reflete a história e as tensões políticas do país.
Através de eleições democráticas, renúncias, cassações ou mortes, as posses presidenciais são eventos importantes na história brasileira. As cerimônias tiveram significados diferentes em tempos diferentes. Posses de presidentes foram desenvolvidas como a própria democracia brasileira.
A posse mais recente ocorreu em 1° de janeiro de 2023, quando Luiz Inácio Lula da Silva foi empossado como o 39.º presidente do Brasil e Geraldo Alckmin como o 26.º vice-presidente Brasil.

## História

### Primeiras Posses e a República Velha (1891–1930)
A Constituição de 1891 estabeleceu 15 de novembro como data de posse, com mandatos de quatro anos e eleição direta, embora restrita a homens alfabetizados. Deodoro da Fonseca tomou posse em 25 de fevereiro de 1891, no Palácio da Quinta da Boa Vista, Rio de Janeiro, em uma cerimônia simples, mas marcante, com um discurso de 412 palavras. Floriano Peixoto, em 1891, fez o discurso de posse mais curto da história, com 187 palavras, em meio a uma crise política. Até 1930, 13 posses seguiram esse padrão, muitas vezes marcadas por instabilidades, como revoltas e crises econômicas, que culminaram na Revolução de 1930.

### Era Vargas e a Transição (1930–1946)
A Constituição de 1934 manteve 15 de novembro como data de posse, mas permitiu eleição indireta em casos de vacância, como na posse de Getúlio Vargas em 1934, já sob forte influência do contexto político que levaria ao Estado Novo (1937–1945). Após a redemocratização, a Constituição de 1946 mudou a data para 31 de janeiro, com mandatos de cinco anos, começando com Gaspar Dutra em 1946, em uma cerimônia que simbolizou a volta das eleições diretas.

### Ditadura Militar (1964–1985)
Com a Constituição de 1967, as posses passaram a ser definidas pelo calendário do regime, com eleição indireta pelo Congresso e mandatos de cinco anos. As datas variaram, como 15 de março (ex.: Costa e Silva, 1967; Geisel, 1974) e 31 de outubro (Médici, 1969), refletindo a lógica política da ditadura, que priorizava a ordem e a continuidade do poder militar.

### Redemocratização e Tempos Atuais (1985–presente)
A Constituição de 1988 fixou 1º de janeiro como data oficial de posse, mas Fernando Collor, em 1990, tomou posse em 15 de março, uma transição atípica após o fim do mandato de José Sarney. A data de 1º de janeiro consolidou-se com Fernando Henrique Cardoso, em 1995, marcando o fortalecimento da democracia brasileira. A posse mais recente de Luiz Inácio Lula da Silva, em 1º de janeiro de 2023, com um discurso de posse de 2.914 palavras, é o mais longo já registrado, refletindo um momento de polarização e reconstrução nacional.

## Cerimônias e Tradições
A posse no Brasil é um evento carregado de simbolismo, realizado no Congresso Nacional, em Brasília, desde 1961. O presidente presta o juramento perante o Congresso, conduzido pelo Presidente do Senado.
Após o juramento, segue-se o discurso de posse, que define o tom do mandato.

### Locais
Os locais das posses refletem a evolução política e geográfica do Brasil:
- Palácio da Quinta da Boa Vista, Rio de Janeiro: Usado apenas na posse de Deodoro da Fonseca (1891), marcando o início da República.
- Palácio do Itamaraty, Rio de Janeiro: Palco de sete posses entre 1891 e 1914 (ex.: Prudente de Morais, 1894), com cerimônias formais.
- Palácio Tiradentes, Rio de Janeiro: Usado entre 1926 e 1956 (ex.: Juscelino Kubitschek, 1956), abrigou posses com crescente participação pública.
- Palácio do Catete, Rio de Janeiro: Local de sucessões intra-mandato (ex.: Nilo Peçanha, 1909; José Linhares, 1945), com cerimônias mais discretas.
- Palácio do Congresso Nacional, Brasília: Desde 1961, sedia todas as posses (ex.: Jânio Quadros, 1961; Lula, 2023), consolidando Brasília como centro político.

### Protocolo e Símbolos
Além da faixa presidencial, outros símbolos marcam a posse. O Presidente recebe uma salva de 21 tiros de canhão, uma tradição militar. O Rolls-Royce presidencial, usado desde 1953, é um ícone das posses, exceto em casos de mau tempo ou questões de segurança. Os Dragões da Independência, com uniformes históricos, remetem à guarda imperial do século XIX.

## Datas de Posse
As datas de posse mudaram ao longo do tempo, refletindo as transformações constitucionais:
- 1891–1934: 15 de novembro (Constituição de 1891), por ser o dia da Proclamação da República.
- 1934–1946: 15 de novembro (Constituição de 1934), mantendo a tradição.
- 1946–1964: 31 de janeiro (Constituição de 1946), com mandatos de cinco anos.
- 1964–1990: 15 de março como padrão durante o regime militar[nota 1], e no primeiro mandato por eleição direta, em regime de transição.
- 1995–2023: 1º de janeiro (Constituição de 1988).
- A partir de 2027: 5 de janeiro (Emenda nº 111, 2021), para facilitar a transição.

## Discursos de Posse
Os discursos de posse refletem o contexto histórico do Brasil. Floriano Peixoto (1891) fez o mais curto, com 187 palavras, em um período de instabilidade. Lula da Silva (2023) fez o mais longo, com 2.914 palavras, abordando temas como democracia e desigualdade. Durante o regime militar, discursos como o de Ernesto Geisel (1974, 1.094 palavras) eram técnicos, enquanto na redemocratização, Fernando Henrique Cardoso (1995, 2.487 palavras) trouxe foco na estabilidade econômica. O discurso de Dilma Rousseff em 2011 (2.614 palavras) destacou a importância de uma mulher na presidência.

## Lista de Posses
Abaixo, as 40 posses com ritos formais e públicos, incluindo inícios de mandato e sucessões intra-mandato com cerimônia pública confirmada, ordenadas cronologicamente.
| Nº  | Data                                            | Evento                                | Localização                                        | Presidido por                                                      | Discurso       |
| --- | ----------------------------------------------- | ------------------------------------- | -------------------------------------------------- | ------------------------------------------------------------------ | -------------- |
| 1ª  | 25/02/1891 (quarta-feira)                       | Posse de Deodoro da Fonseca           | Palácio da Quinta da Boa Vista, Rio de Janeiro, DF | Prudente de Morais, Presidente da Assembleia Nacional Constituinte | 412 palavras   |
| 2ª  | 23/11/1891 (segunda-feira)                      | Posse de Floriano Peixoto             | Palácio do Itamaraty, Rio de Janeiro, DF           | Prudente de Morais, Presidente do Senado                           | 187 palavras   |
| 3ª  | 15/11/1894 (quinta-feira)                       | Posse de Prudente de Morais           | Palácio do Itamaraty, Rio de Janeiro, DF           | Ubaldino do Amaral, Vice-Presidente do Senado                      | 523 palavras   |
| 4ª  | 15/11/1898 (terça-feira)                        | Posse de Campos Sales                 | Palácio do Itamaraty, Rio de Janeiro, DF           | Manuel Queirós, Vice-Presidente do Senado                          | 614 palavras   |
| 5ª  | 15/11/1902 (sábado)                             | Posse de Rodrigues Alves              | Palácio do Itamaraty, Rio de Janeiro, DF           | Pinheiro Machado, Vice-Presidente do Senado                        | 568 palavras   |
| 6ª  | 15/11/1906 (quinta-feira)                       | Posse de Afonso Pena                  | Palácio do Itamaraty, Rio de Janeiro, DF           | Ruy Barbosa, Senador                                               | 692 palavras   |
| 7ª  | 14/06/1909 (segunda-feira)                      | Posse de Nilo Peçanha                 | Palácio do Catete, Rio de Janeiro, DF              | David Campista, Deputado federal                                   | 263 palavras   |
| 8ª  | 15/11/1910 (terça-feira)                        | Posse de Hermes da Fonseca            | Palácio do Itamaraty, Rio de Janeiro, DF           | Quintino Bocaiuva, Senador                                         | 647 palavras   |
| 9ª  | 15/11/1914 (domingo)                            | Posse de Venceslau Brás               | Palácio do Itamaraty, Rio de Janeiro, DF           | Pinheiro Machado, Senador                                          | 589 palavras   |
| 10ª | 15/11/1918 (sexta-feira)                        | Posse de Delfim Moreira               | Palácio do Catete, Rio de Janeiro, DF              | Antônio Azeredo, Senador                                           | 294 palavras   |
| 11ª | 28/07/1919 (segunda-feira)                      | Posse de Epitácio Pessoa              | Palácio do Itamaraty, Rio de Janeiro, DF           | Antônio Azeredo, Senador                                           | 813 palavras   |
| 12ª | 15/11/1922 (quarta-feira)                       | Posse de Artur Bernardes              | Palácio do Itamaraty, Rio de Janeiro, DF           | Antônio Azeredo, Senador                                           | 705 palavras   |
| 13ª | 15/11/1926 (segunda-feira)                      | Posse de Washington Luís              | Palácio Tiradentes, Rio de Janeiro, DF             | Antônio Azeredo, Senador                                           | 672 palavras   |
| 14ª | 20/07/1934 (sexta-feira)                        | 1ª Posse de Getúlio Vargas            | Palácio Tiradentes, Rio de Janeiro, DF             | Antônio Carlos Andrada, Presidente da Câmara                       | 1.015 palavras |
| 15ª | 29/10/1945 (segunda-feira)                      | Posse de José Linhares                | Palácio do Catete, Rio de Janeiro, DF              | Góis Monteiro, Chefe do Estado-Maior do Exército                   | 310 palavras   |
| 16ª | 31/01/1946 (quinta-feira)                       | Posse de Gaspar Dutra                 | Palácio Tiradentes, Rio de Janeiro, DF             | Waldemar Falcão, Presidente do TSE                                 | 1.187 palavras |
| 17ª | 31/01/1951 (quarta-feira)                       | 2ª Posse de Getúlio Vargas            | Palácio Tiradentes, Rio de Janeiro, DF             | Fernando Melo Viana, Senador                                       | 1.524 palavras |
| 18ª | 24/08/1954 (terça-feira)                        | Posse de Café Filho                   | Palácio do Catete, Rio de Janeiro, DF              | Marcondes Filho, Presidente do Senado                              | 392 palavras   |
| 19ª | 31/01/1956 (terça-feira)                        | Posse de Juscelino Kubitschek         | Palácio Tiradentes, Rio de Janeiro, DF             | Carlos Oliveira, Senador                                           | 1.792 palavras |
| 20ª | 31/01/1961 (terça-feira)                        | Posse de Jânio Quadros                | Palácio do Congresso Nacional, Brasília, DF        | Filinto Müller, Senador                                            | 1.318 palavras |
| 21ª | 07/09/1961 (quinta-feira)                       | Posse de João Goulart                 | Palácio do Congresso Nacional, Brasília, DF        | Auro Moura Andrade, Senador                                        | 486 palavras   |
| 22ª | 02/04/1964 (quinta-feira)                       | Posse de Ranieri Mazzilli             | Palácio do Congresso Nacional, Brasília, DF        | Auro Moura Andrade, Senador                                        | 305 palavras   |
| 23ª | 15/04/1964 (quarta-feira)                       | Posse de Castelo Branco               | Palácio do Congresso Nacional, Brasília, DF        | Auro Moura Andrade, Senador                                        | 1.022 palavras |
| 24ª | 15/03/1967 (quarta-feira                        | Posse de Costa e Silva                | Palácio do Congresso Nacional, Brasília, DF        | Auro Moura Andrade, Senador                                        | 896 palavras   |
| 25ª | 31/10/1969 (sexta-feira)                        | Posse de Emílio Médici                | Palácio do Congresso Nacional, Brasília, DF        | Gilberto Marinho, Senador                                          | 813 palavras   |
| 26ª | 15/03/1974 (sexta-feira)                        | Posse de Ernesto Geisel               | Palácio do Congresso Nacional, Brasília, DF        | Paulo Torres, Senador                                              | 1.094 palavras |
| 27ª | 15/03/1979 (quinta-feira)                       | Posse de João Figueiredo              | Palácio do Congresso Nacional, Brasília, DF        | Luís Viana Filho, Senador                                          | 1.013 palavras |
| 28ª | 15/03/1985 (sexta-feira) e 21/04/1985 (domingo) | Posse de José Sarney                  | Palácio do Congresso Nacional, Brasília, DF        | José Fragelli, Senador                                             | 512 palavras   |
| 29ª | 15/03/1990 (quinta-feira)                       | Posse de Fernando Collor              | Palácio do Congresso Nacional, Brasília, DF        | Nelson Carneiro, Senador                                           | 2.013 palavras |
| 30ª | 29/12/1992 (terça-feira)                        | Posse de Itamar Franco                | Palácio do Congresso Nacional, Brasília, DF        | Mauro Benevides, Deputado                                          | 684 palavras   |
| 31ª | 01/01/1995 (domingo)                            | 1ª Posse de Fernando Henrique Cardoso | Palácio do Congresso Nacional, Brasília, DF        | Humberto Lucena, Senador                                           | 2.487 palavras |
| 32ª | 01/01/1999 (sexta-feira)                        | 2ª Posse de Fernando Henrique Cardoso | Palácio do Congresso Nacional, Brasília, DF        | Antonio Carlos Magalhães, Senador                                  | 2.194 palavras |
| 34ª | 01/01/2003 (quarta-feira)                       | 1ª Posse de Lula da Silva             | Palácio do Congresso Nacional, Brasília, DF        | Ramez Tebet, Senador                                               | 2.823 palavras |
| 35ª | 01/01/2007 (segunda-feira)                      | 2ª Posse de Lula da Silva             | Palácio do Congresso Nacional, Brasília, DF        | Renan Calheiros, Presidente do Senado                              | 2.317 palavras |
| 36ª | 01/01/2011 (sábado)                             | 1ª Posse de Dilma Rousseff            | Palácio do Congresso Nacional, Brasília, DF        | José Sarney, Senador                                               | 2.614 palavras |
| 37ª | 01/01/2015 (quinta-feira)                       | 2ª Posse de Dilma Rousseff            | Palácio do Congresso Nacional, Brasília, DF        | Renan Calheiros, Senador                                           | 2.392 palavras |
| 38ª | 31/08/2016 (quarta-feira)                       | Posse de Michel Temer                 | Palácio do Congresso Nacional, Brasília, DF        | Renan Calheiros, Senador                                           | 792 palavras   |
| 39ª | 01/01/2019 (terça-feira                         | Posse de Jair Bolsonaro               | Palácio do Congresso Nacional, Brasília, DF        | Eunício Oliveira, Presidente do Senado                             | 1.583 palavras |
| 40ª | 01/01/2023 (domingo)                            | 3ª Posse de Lula da Silva             | Palácio do Congresso Nacional, Brasília, DF        | Rodrigo Pacheco, Presidente do Senado                              | 2.914 palavras |

## A cerimônia
No Brasil, todos os funcionários públicos devem tomar posse perante a presença de um superior. O mesmo acontece com o presidente, mas o seu único superior é o povo brasileiro (representado pelos deputados federais).
Entre as tradições, destaca-se o desfile em carro aberto da Praça dos Três Poderes ao Palácio do Planalto, com a presença de tropas militares e bandas, como os Dragões da Independência. Desde 1985, as posses são transmitidas ao vivo pela televisão, acompanhadas por milhões de brasileiros. Na redemocratização, eventos populares ganharam força, como shows e festas na Esplanada dos Ministérios, especialmente nas posses de Lula (2003, 2023), celebrando a democracia e a inclusão social.

### A catedral
A Catedral de Brasília se localiza no início da Esplanada dos Ministérios e o dia da posse, tradicionalmente, se inicia nela. O presidente eleito é conduzido no Rolls Royce Presidencial (somente usado em certas ocasiões) e desfila até o Congresso Nacional, escoltado por 6 agentes da Polícia Federal e 11 cavalos dos Dragões da Independência.

### Compromisso Constitucional

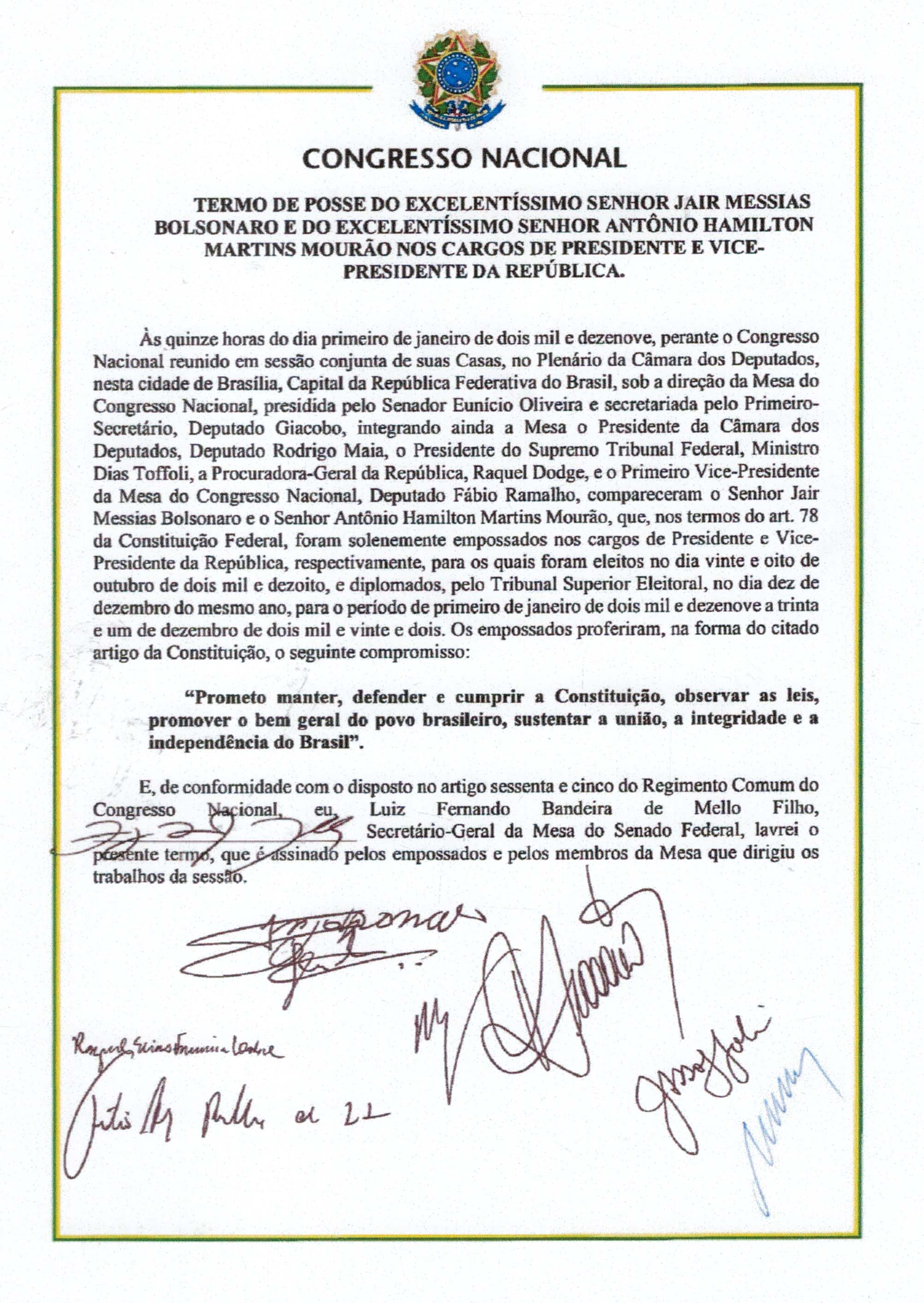
Termo de posse presidencial e vice-presidencial da República Federativa do Brasil em 1 de janeiro de 2019.

Ao chegar no Congresso Nacional, eles são recebidos pelos Presidentes do Senado e da Câmara dos Deputados. Na presença dos 513 deputados, 81 senadores e de convidados, como chefes de estado ou seus representantes, os novos mandatários fazem um juramento à nação, prestando o compromisso de:
“Manter, defender e cumprir a Constituição, observar as leis, promover o bem geral do povo brasileiro, sustentar a união, a integridade e a independência do Brasil.”
Depois da assinatura do termo de posse eles se tornam presidente e vice-presidente da República. O Hino Nacional é executado e o discurso de posse é feito, seguido por breve discurso do presidente do Congresso Nacional.
Saindo do Congresso Nacional, o Hino Nacional é novamente tocado mas, dessa vez, é seguido por 21 salva de tiros da Bateria Histórica Caiena. Como o presidente é comandante em chefe das Forças Armadas, ele é saudado pelo Batalhão da Guarda Presidencial e por tropas da Marinha, do Exército e da Aeronáutica. A primeira vez que as salvas de tiros não aconteceram foi na posse de Lula em 2023.
Depois o presidente acompanhado da primeira-dama a bordo do Rolls Royce, e o vice-presidente acompanhado da segunda-dama num carro logo atrás, se dirigem ao Palácio do Planalto.

### Passagem da faixa presidencial

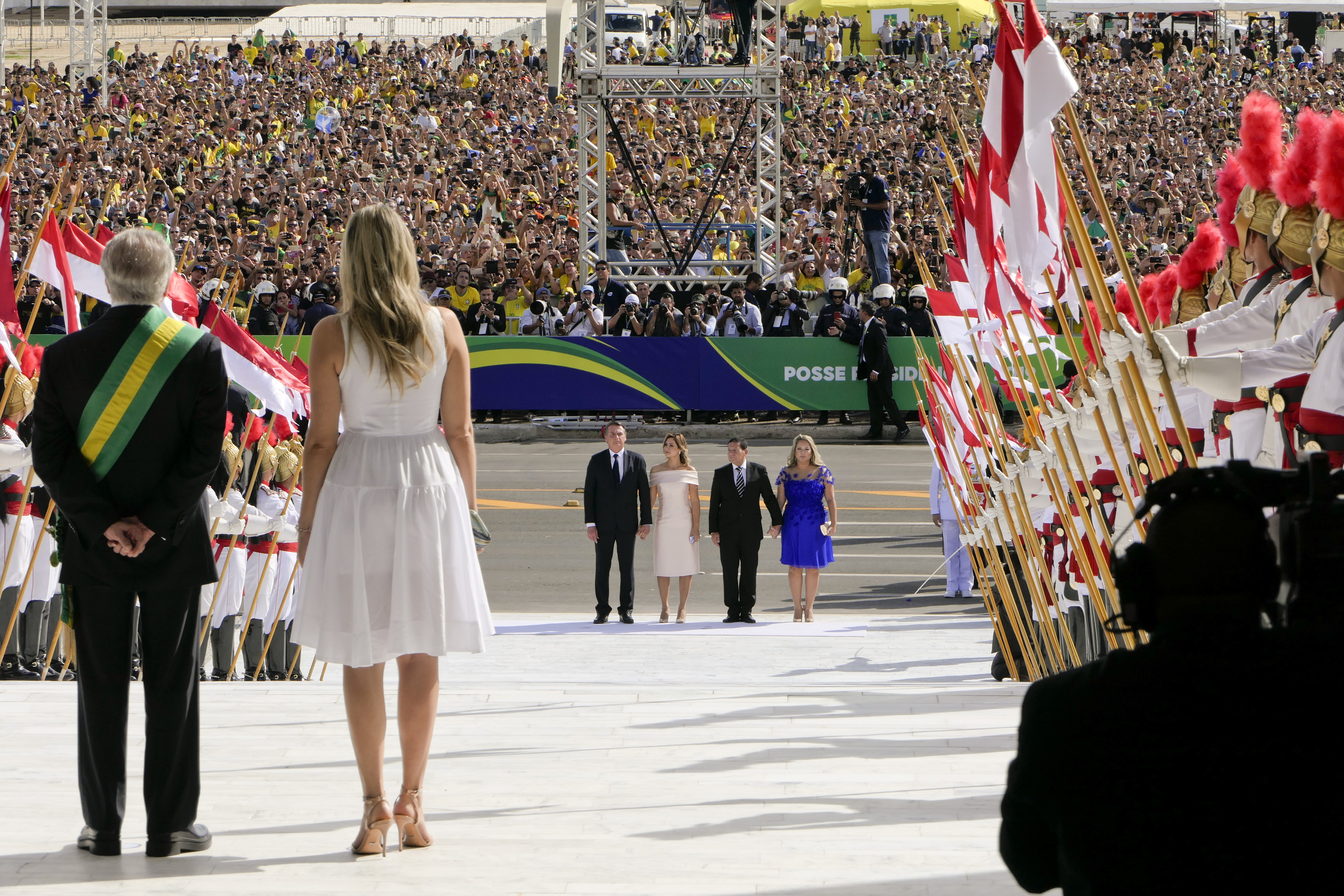
O presidente Michel Temer minutos antes de passar a faixa ao presidente eleito Jair Bolsonaro em 2019.

No Palácio do Planalto, eles são recebidos pelo ex-presidente no topo da rampa de entrada (somente usada em Cerimônias Oficiais). Antigamente, no Salão Nobre e nos dias atuais no parlatório, o ex-presidente passa a faixa presidencial ao novo presidente. O Hino Nacional é tocado pela terceira vez.
A faixa presidencial é um dos principais símbolos do cargo, representando a continuidade do poder executivo. Foi criada por decreto em 1910, durante o governo de Hermes da Fonseca, o oitavo presidente do Brasil, que governou de 15 de novembro de 1910 a 15 de novembro de 1914. Hermes, um militar de carreira e sobrinho do primeiro presidente, Deodoro da Fonseca, instituiu a faixa para formalizar a transição de poder e reforçar o simbolismo republicano, inspirando-se em tradições de outros países, como a Argentina, onde a faixa presidencial já era usada desde o século XIX. O decreto foi assinado em 1910, e Hermes foi o primeiro presidente a utilizá-la oficialmente, passando-a ao seu sucessor, Venceslau Brás, em 1914.
A faixa atual é confeccionada em seda, com as cores da bandeira nacional — verde com detalhes amarelos —, e exibe o brasão da República no centro. Mede cerca de 2 metros de comprimento e 20 centímetros de largura, sendo usada sobre o ombro direito e cruzada no peito, com o brasão posicionado próximo ao coração. Sua confecção é feita sob encomenda para cada posse, e a faixa usada pelo presidente é guardada como parte do acervo histórico do Palácio do Planalto. Antes de 1910, não havia um símbolo formal para a transmissão de poder, e a transição era marcada apenas pelo juramento e pela assinatura do termo de posse.
A transmissão da faixa é um ato simbólico e não obrigatório. Em situações de ruptura política ou ausência do presidente antecessor, a tradição foi interrompida. Por exemplo, em 1930, após a deposição de Washington Luís, não houve entrega da faixa a Getúlio Vargas. Em 1985, João Figueiredo não compareceu à posse de José Sarney, que recebeu a faixa de um funcionário do Palácio do Planalto. 
Em 2023, Jair Bolsonaro não participou da posse de Luiz Inácio Lula da Silva. Neste caso, a faixa foi entregue por representantes do povo brasileiro, simbolizando a continuidade democrática.

### Lista cronológica de transmissões da faixa presidencial
| Data       | De                   | Para                      | Transmissão da faixa                                               |
| ---------- | -------------------- | ------------------------- | ------------------------------------------------------------------ |
| 15/11/1914 | Hermes da Fonseca    | Venceslau Brás            | Sim, no Palácio do Itamaraty (RJ)                                  |
| 15/11/1918 | Venceslau Brás       | Delfim Moreira            | Sim, no Palácio do Itamaraty                                       |
| 28/07/1919 | Delfim Moreira       | Epitácio Pessoa           | Sim, no Palácio do Itamaraty                                       |
| 15/11/1922 | Epitácio Pessoa      | Artur Bernardes           | Sim, no Palácio do Itamaraty                                       |
| 15/11/1926 | Artur Bernardes      | Washington Luís           | Sim, no Palácio Tiradentes (RJ)                                    |
| 03/11/1930 | —                    | Getúlio Vargas            | Não houve (Washington Luís foi deposto)                            |
| 31/01/1946 | José Linhares        | Eurico G. Dutra           | Sim, no Palácio Tiradentes                                         |
| 31/01/1951 | Eurico G. Dutra      | Getúlio Vargas            | Sim, no Palácio Tiradentes                                         |
| 24/08/1954 | —                    | Café Filho                | Não houve (Vargas se suicidou)                                     |
| 11/11/1955 | —                    | Nereu Ramos               | Não houve (crise institucional)                                    |
| 31/01/1956 | Nereu Ramos          | Juscelino Kubitschek      | Sim, no Palácio do Catete                                          |
| 31/01/1961 | Juscelino Kubitschek | Jânio Quadros             | Sim, em Brasília                                                   |
| 07/09/1961 | —                    | João Goulart              | Não houve (renúncia de Jânio Quadros)                              |
| 15/04/1964 | —                    | Castelo Branco            | Não houve (Goulart deposto)                                        |
| 15/03/1967 | Castelo Branco       | Costa e Silva             | Sim, no Congresso Nacional                                         |
| 31/10/1969 | —                    | Emílio Médici             | Não houve (Costa e Silva incapacitado)                             |
| 15/03/1974 | Médici               | Ernesto Geisel            | Sim, no Congresso Nacional                                         |
| 15/03/1979 | Geisel               | João Figueiredo           | Sim, no Congresso Nacional                                         |
| 15/03/1985 | —                    | José Sarney               | Não houve (Tancredo doente, Figueiredo ausente)                    |
| 15/03/1990 | José Sarney          | Fernando Collor           | Sim, no Palácio do Planalto                                        |
| 29/12/1992 | —                    | Itamar Franco             | Não houve (Collor impedido)                                        |
| 01/01/1995 | Itamar Franco        | FHC                       | Sim, no Palácio do Planalto                                        |
| 01/01/2003 | FHC                  | Lula                      | Sim, no Palácio do Planalto                                        |
| 01/01/2011 | Lula                 | Dilma Rousseff            | Sim, no Palácio do Planalto                                        |
| 31/08/2016 | —                    | Michel Temer              | Não houve (Dilma impedida)                                         |
| 01/01/2019 | Michel Temer         | Jair Bolsonaro            | Sim, no Palácio do Planalto                                        |
| 01/01/2023 | —                    | Luiz Inácio Lula da Silva | Não houve (Bolsonaro ausente); entregue por representantes do povo |

### Despedida do ex-presidente
O presidente acompanha o ex-presidente até a entrada principal do Palácio do Planalto e o observa descer a rampa e entrando num carro oficial que o levará até sua casa ou até o aeroporto.

### Discurso à Nação
No parlatório, o discurso ao povo (similar ao de posse só que menor e mais informal) é feito. O único presidente a confiar na memória e pronunciar o discurso de posse sem lê-lo foi o marechal Costa e Silva.

### Nomeações
Já com a faixa presidencial, o presidente se dirige ao Salão Nobre do Palácio do Planalto onde dará posse ao novo gabinete. Segundo a tradição, o primeiro a assumir é o ministro da Justiça, que assina o livro de posse e depois é seguido por todos os outros novos Ministros. Por último, o presidente da República assina também o livro declarando empossado o novo gabinete. Em seguida, é feita a foto oficial do novo governo. 

### Missões Estrangeiras

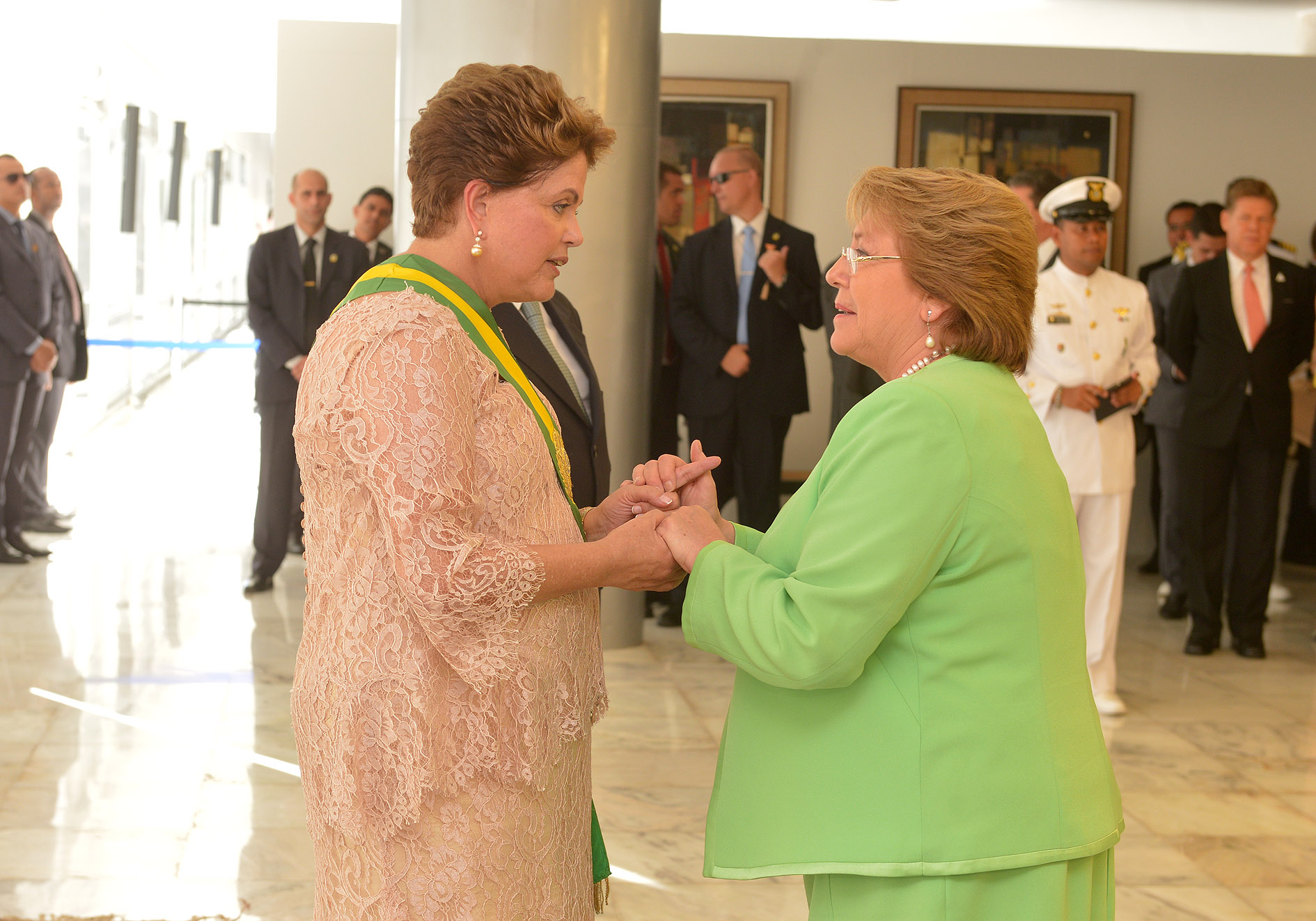
A presidente Dilma Rousseff recebe, em sua posse, os cumprimentos da presidente do Chile, Michele Bachelet, em 2015.

Depois de um tempo para descansar após o longo desfile, recebem os chefes de Estado e suas delegações em audiência solene.

### Recepção
Logo após a solene cerimônia de posse, o presidente oferece um coquetel durante a noite no Palácio Itamaraty para convidados pessoais entre a família, amigos, chefes de Estado e/ou de governo e membros do governo.

## Aspectos Culturais
As posses presidenciais refletem as transformações políticas e culturais do Brasil. Na República Velha, eram restritas a elites políticas e militares. Durante a Era Vargas, ganharam um tom nacionalista, com bandeiras e hinos. No regime militar, a sobriedade predominava, com forte presença militar, como na posse de João Figueiredo (1979), realizada sob esquema de segurança reforçado. Com a redemocratização, as posses passaram a incluir maior participação popular, com eventos na Esplanada dos Ministérios, como shows e apresentações culturais, refletindo a diversidade regional do país.

## Curiosidades
- Auro Moura Andrade presidiu quatro posses (João Goulart, Ranieri Mazzilli, Castelo Branco e Costa e Silva), um recorde no Senado, em um período de instabilidade que culminou no golpe de 1964.
- Antônio Azeredo também presidiu quatro posses (Delfim Moreira, Epitácio Pessoa, Artur Bernardes e Washington Luís), marcando a República Velha.
- A posse de José Sarney em 15 de março de 1985 foi marcada pela ausência de Tancredo Neves, que estava internado; Sarney assumiu interinamente e foi efetivado em 21 de abril de 1985.

## Bastidores das Posses
As posses presidenciais no Brasil frequentemente envolvem tensões políticas, decisões de última hora e momentos marcantes nos bastidores. Abaixo, alguns relatos de entrevistas e registros históricos que revelam o que aconteceu por trás das cerimônias:
- Getúlio Vargas para Café Filho (1954): Após o suicídio de Vargas em 24 de agosto de 1954, Café Filho assumiu em um ambiente de luto nacional. Em entrevista à Folha de S.Paulo em 1975, Café Filho descreveu: "Foi um momento de choque nacional. Não havia clima para cerimônias. Assumi no Catete, com a presença de poucos ministros e militares, em um ambiente de luto." A posse foi marcada pela ausência de pompa, refletindo a crise política da época.
- Nereu Ramos para Juscelino Kubitschek (1956): A posse de JK foi um alívio após a crise política de 1955. O jornalista Carlos Castello Branco, em entrevista ao Correio Braziliense em 1980, relembrou: "Havia temor de que a UDN tentasse impedir a posse, mas o Movimento 11 de Novembro garantiu a transição. No dia, JK chegou ao Catete em um carro aberto, e a multidão o aclamava. Nereu Ramos, um homem sério, fez questão de passar a faixa com dignidade, apesar das tensões políticas."
- João Figueiredo para José Sarney (1985): A transição foi marcada pela ausência de Figueiredo, que deixou o Planalto pela porta dos fundos. Em entrevista à IstoÉ em 2010, Sarney revelou: "Eu sabia que Figueiredo não iria à posse. Ele me via como um traidor por ter deixado o PDS e apoiado Tancredo. No dia, recebi a faixa de um general, e a cerimônia foi tensa, porque Tancredo estava internado. Eu não queria aquele cargo daquela forma, mas não havia escolha." Figueiredo, em entrevista ao Jornal do Brasil em 1988, confirmou que sua ausência foi uma decisão pessoal: "Eu não queria passar a faixa para Sarney. Ele era um oportunista que se bandeou para o outro lado."
- Fernando Collor para Itamar Franco (1992): Após o impeachment de Collor, a posse de Itamar foi rápida e tensa. Em entrevista à Veja em 2000, Itamar Franco lembrou: "Collor não apareceu, o que era esperado, dado o clima de crise. Recebi a faixa de um representante do Planalto, e a cerimônia foi rápida. O país estava em frangalhos, e eu sabia que precisava agir rápido para restaurar a confiança."
- Jair Bolsonaro para Lula da Silva (2023): Bolsonaro não compareceu à posse de Lula, viajando para os EUA dias antes. Em entrevista ao O Globo em 2023, o cerimonialista do Planalto, Ricardo Dias, descreveu: "Foi uma situação inédita. Bolsonaro saiu do Brasil, e decidimos que a faixa seria entregue por um representante do povo brasileiro, uma ideia que veio do próprio Lula. Escolhemos pessoas de diferentes regiões e etnias para simbolizar a diversidade. Foi um momento emocionante, mas houve tensão por causa dos protestos de apoiadores de Bolsonaro na Esplanada."

## Galeria

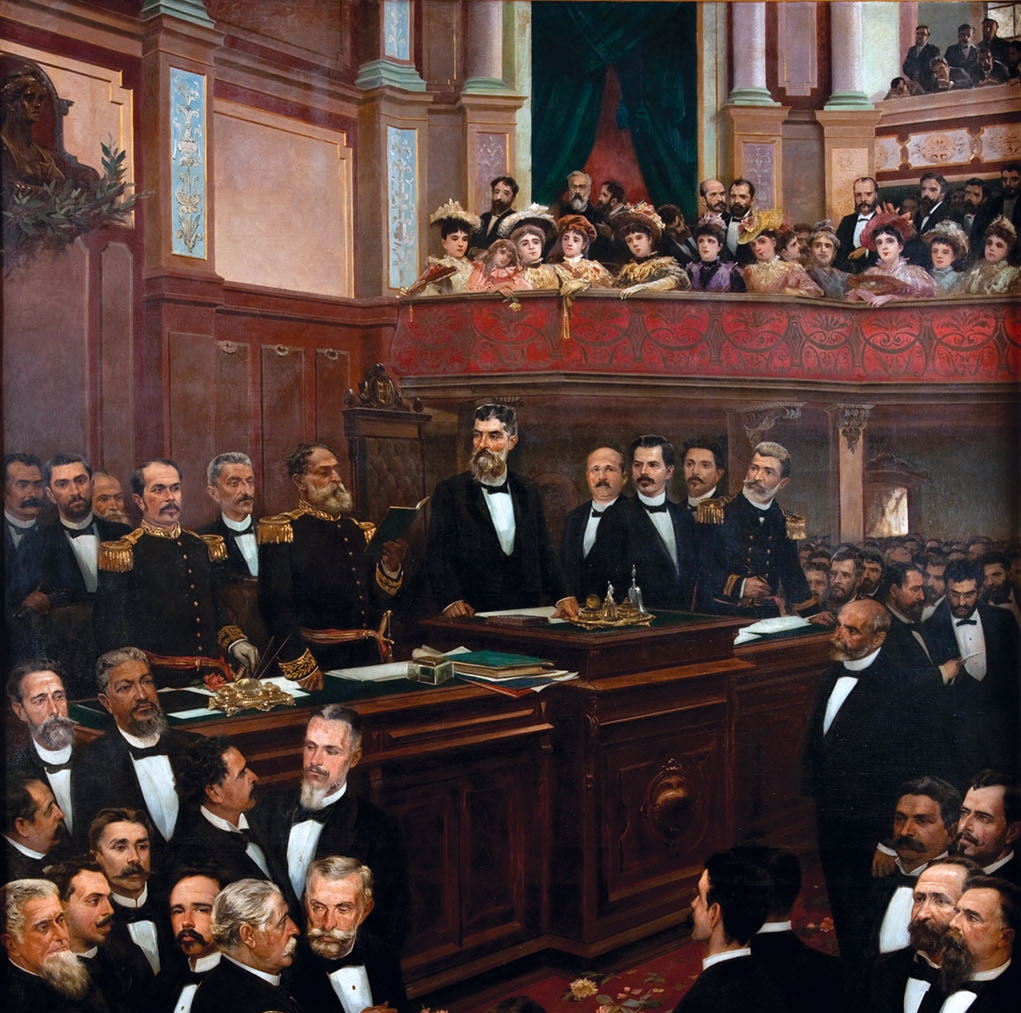
Posse do presidente Deodoro da Fonseca e do vice-presidente Floriano Peixoto em 1891.
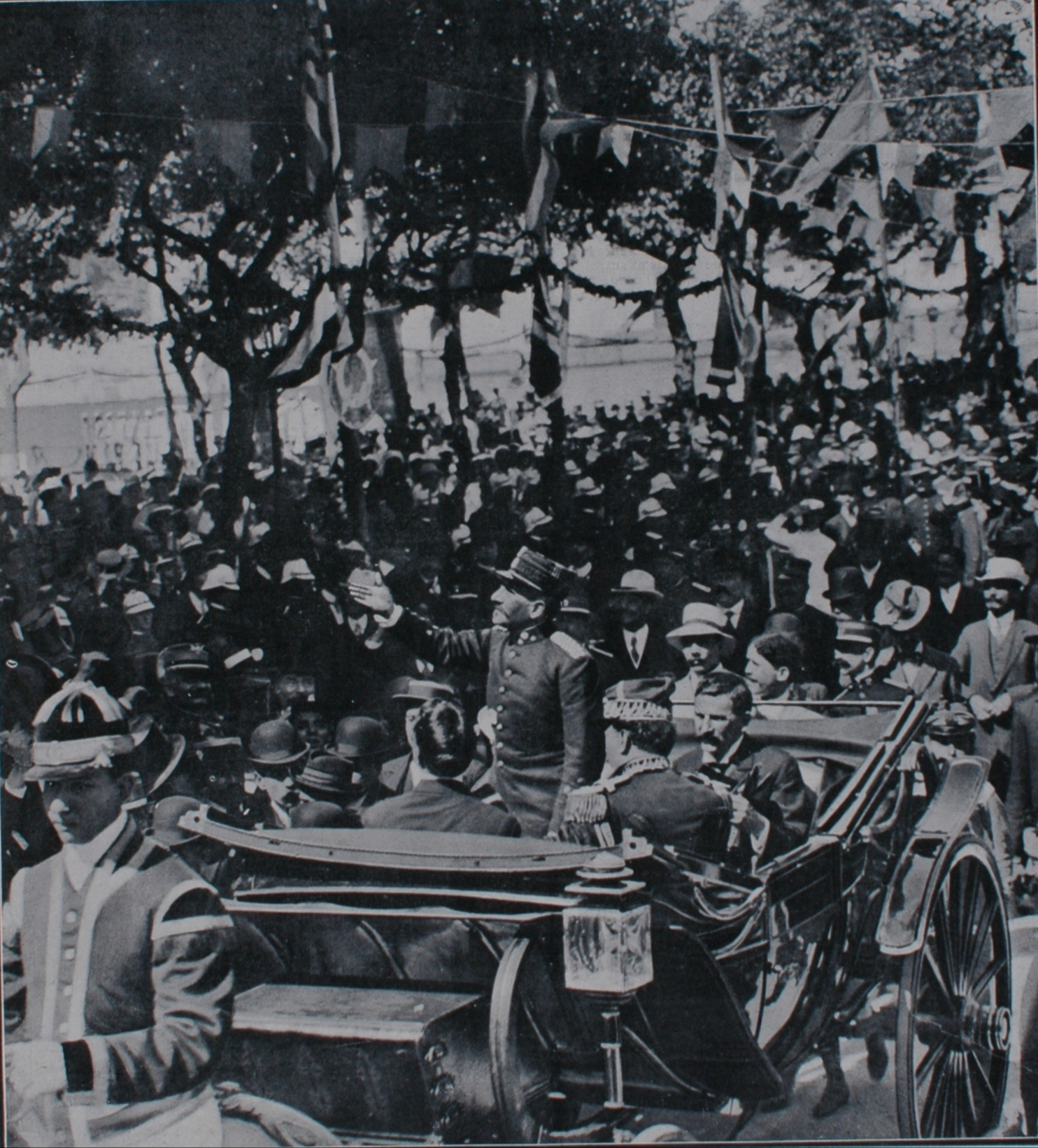
Posse do presidente Hermes da Fonseca e do vice-presidente Venceslau Brás em 1910.
Posse do presidente Artur Bernardes e do vice-presidente Estácio Coimbra em 1922.
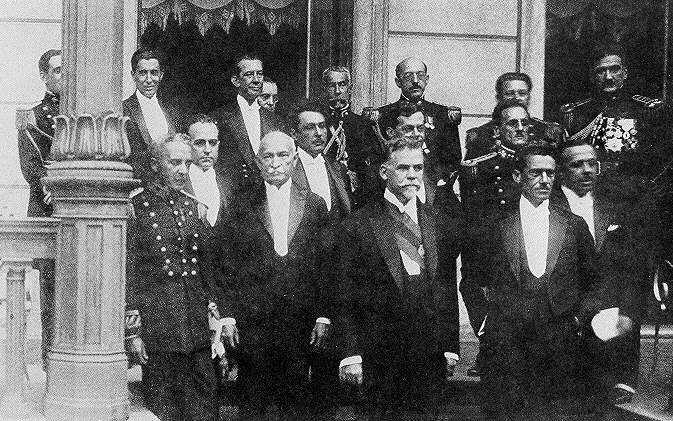
Posse do presidente Washington Luís e do vice-presidente Fernando de Melo Viana em 1926.
Posse do presidente José Linhares em 1945.[18]
Posse do presidente Eurico Gaspar Dutra em 1946.
Posse do presidente Juscelino Kubitschek e do vice-presidente João Goulart em 1956.
Posse do presidente João Goulart em 1961.
Posse do presidente Castelo Branco e do vice-presidente José Maria Alkmin em 1964.
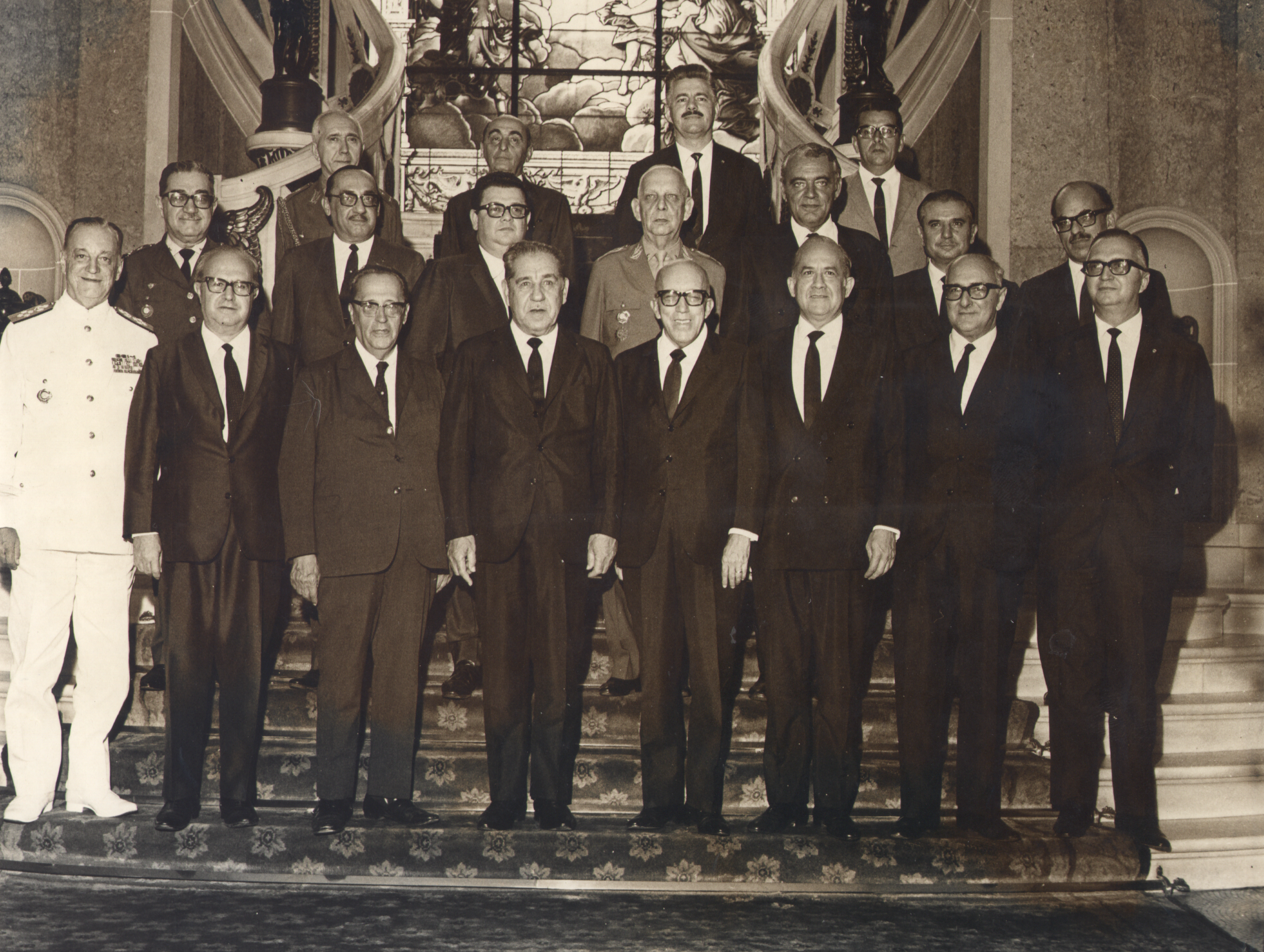
Posse do presidente Costa e Silva e do vice-presidente Pedro Aleixo em 1967.
Posse do presidente Emílio Garrastazu Médici e do vice-presidente Augusto Rademaker em 1969.
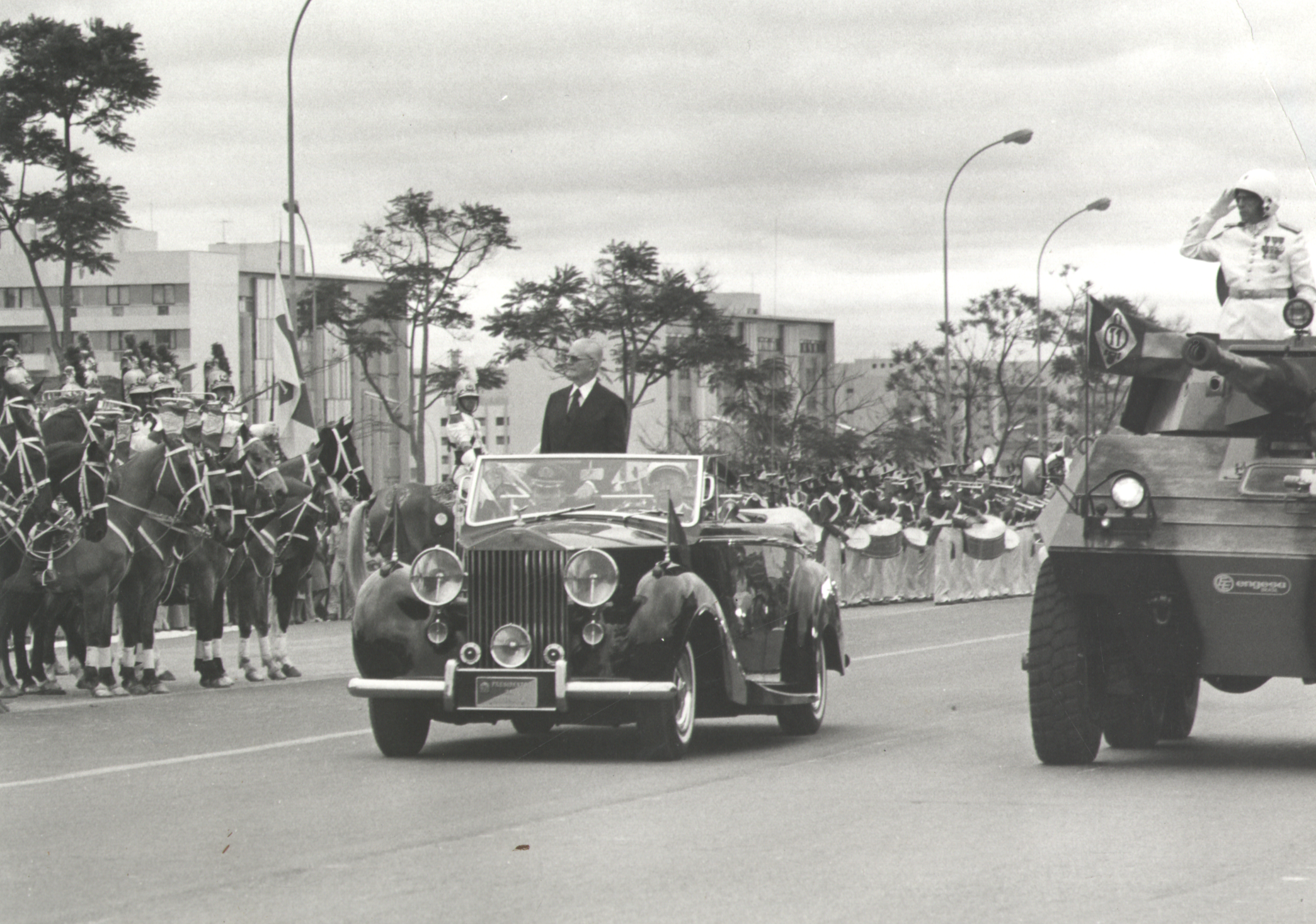
Posse do presidente Ernesto Geisel e do vice-presidente Adalberto Pereira dos Santos em 1974.
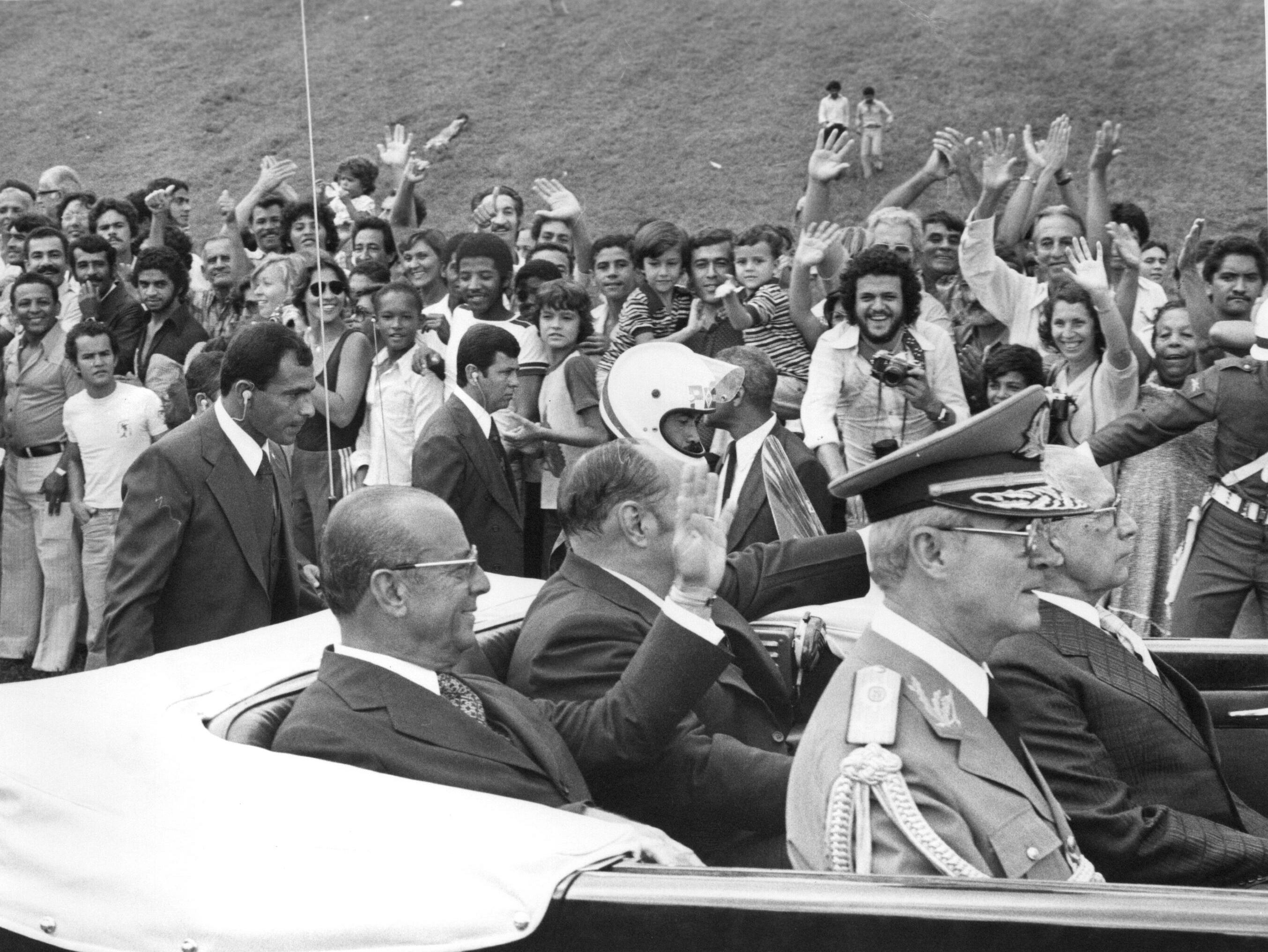
Posse do presidente João Figueiredo e do vice-presidente Aureliano Chaves em 1979.
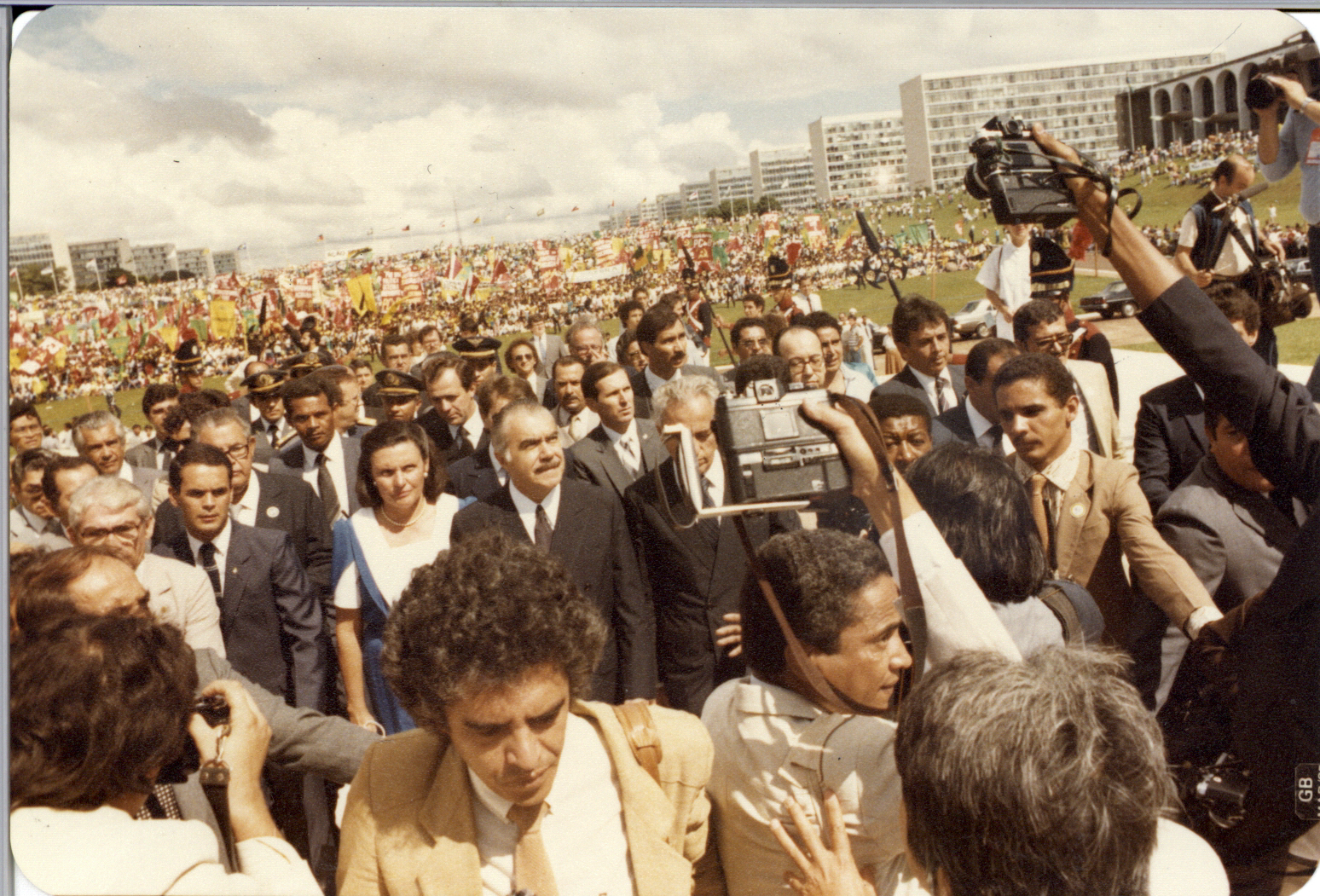
Posse do presidente José Sarney em 1985.
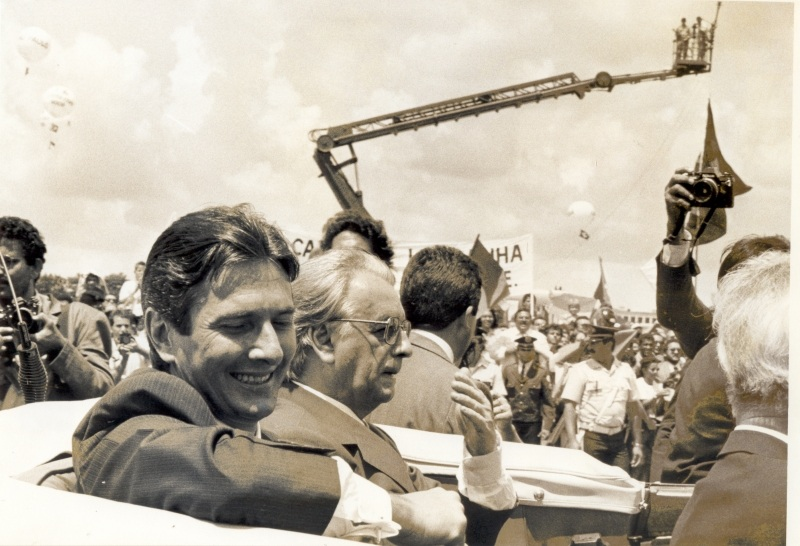
Posse do presidente Fernando Collor e do vice-presidente Itamar Franco em 1990.
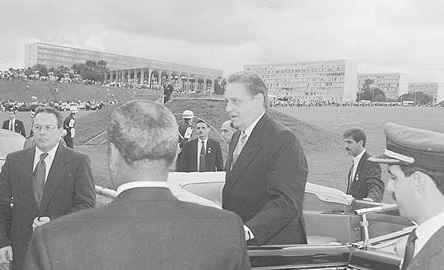
Primeira posse do presidente Fernando Henrique Cardoso e do vice-presidente Marco Maciel em 1995.
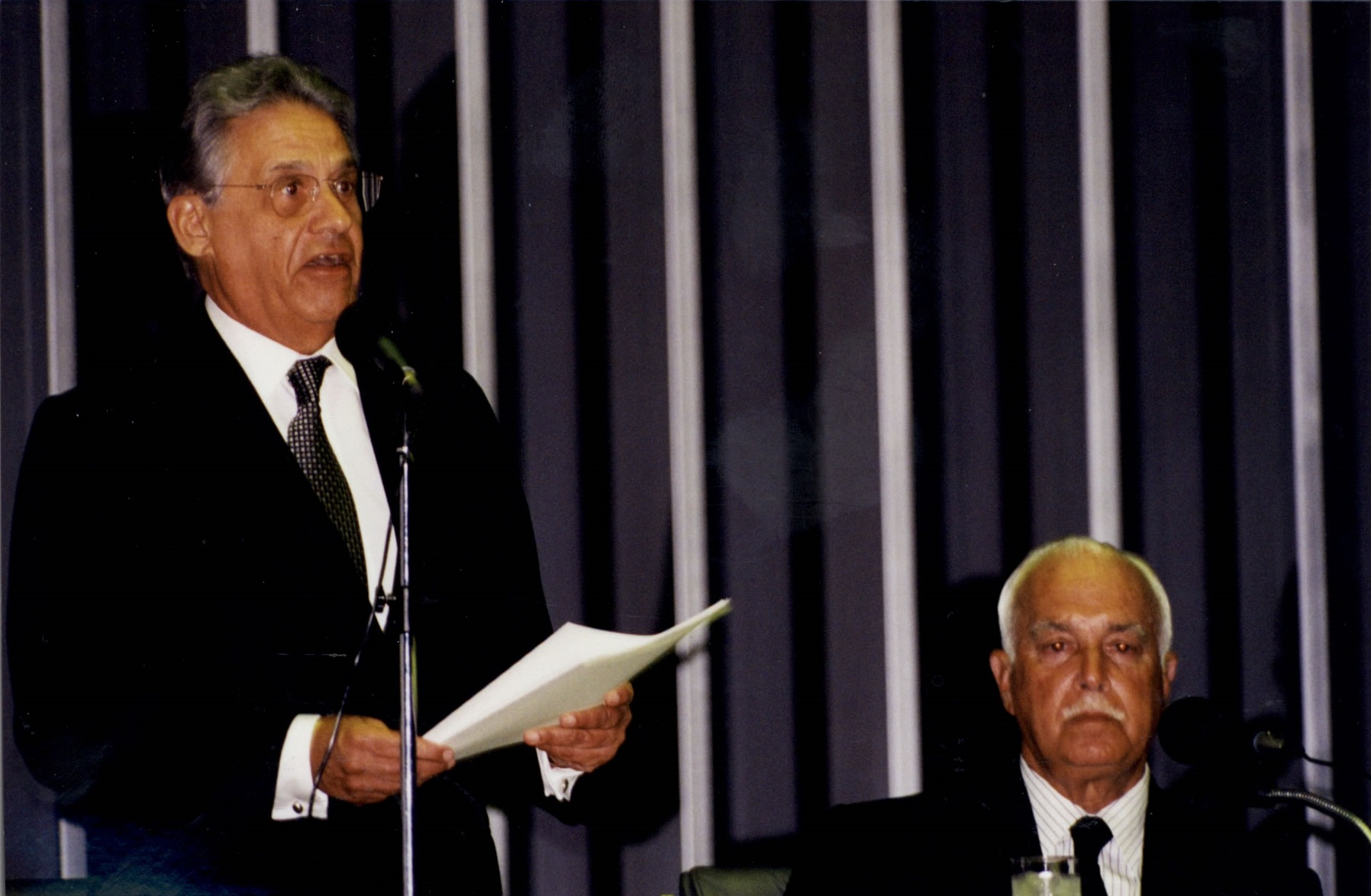
Segunda posse do presidente Fernando Henrique Cardoso e do vice-presidente Marco Maciel em 1999.
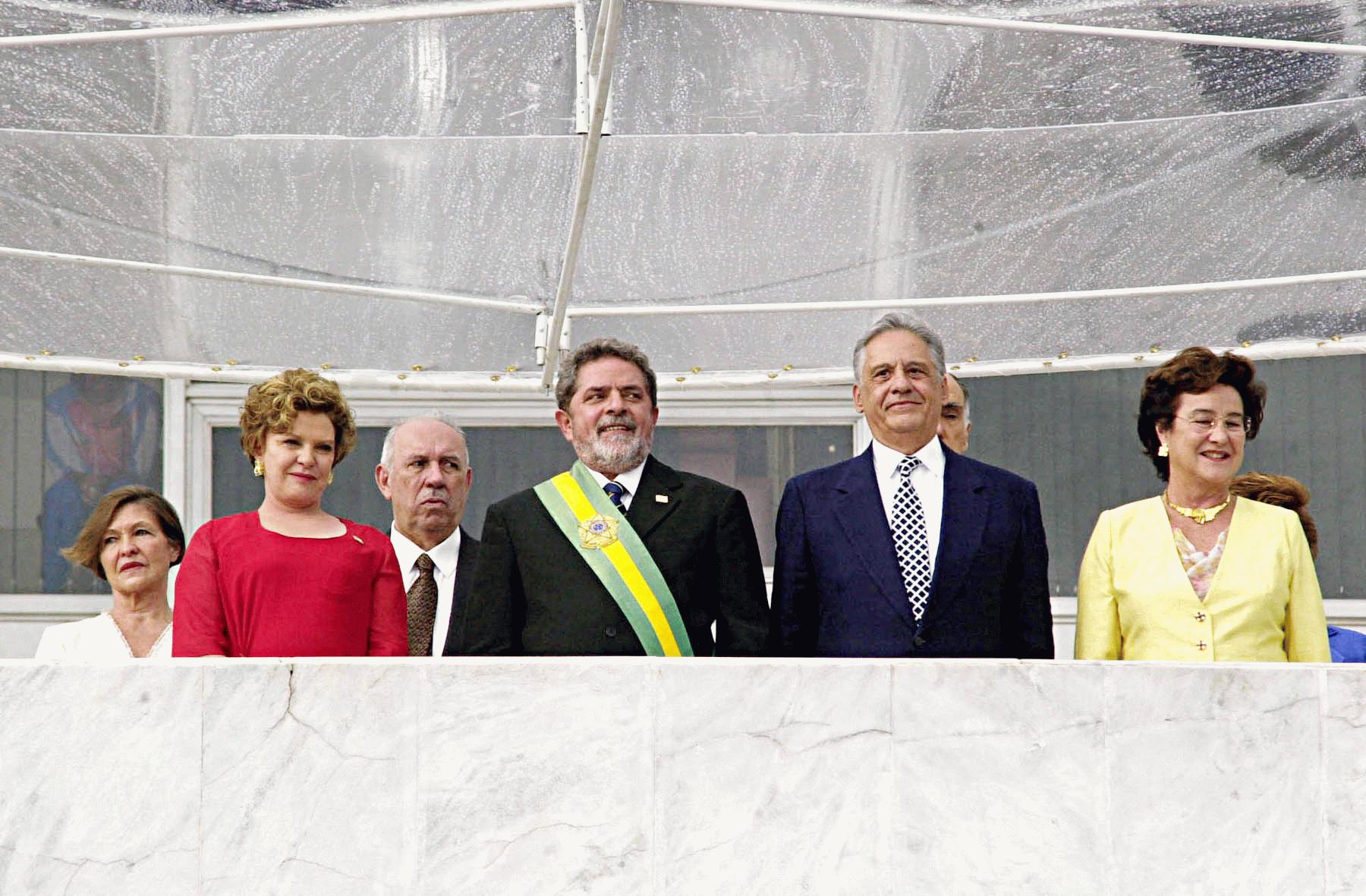
Primeira posse do presidente Luiz Inácio Lula da Silva e do vice-presidente José Alencar em 2003.
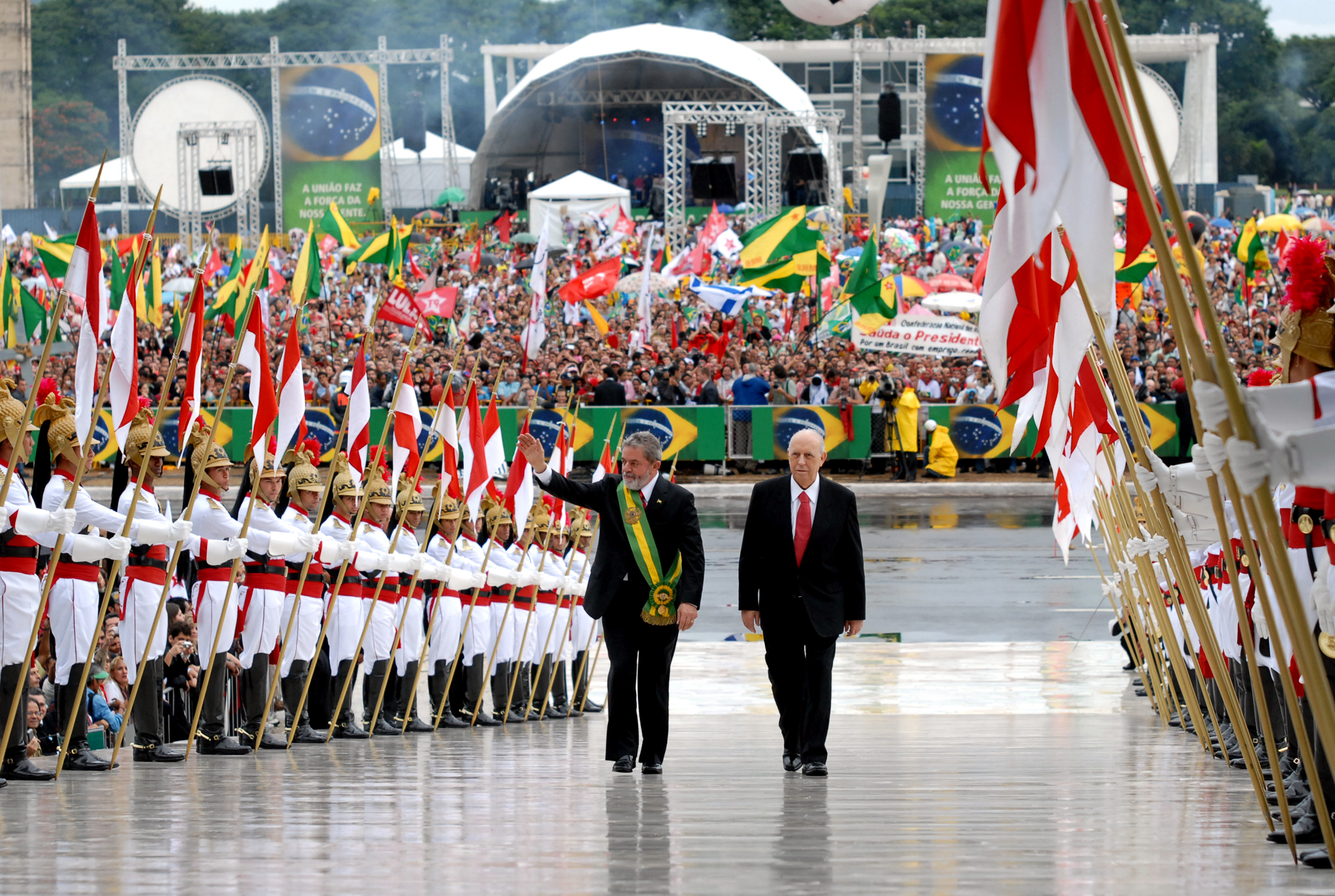
Segunda posse do presidente Luiz Inácio Lula da Silva e do vice-presidente José Alencar em 2007.
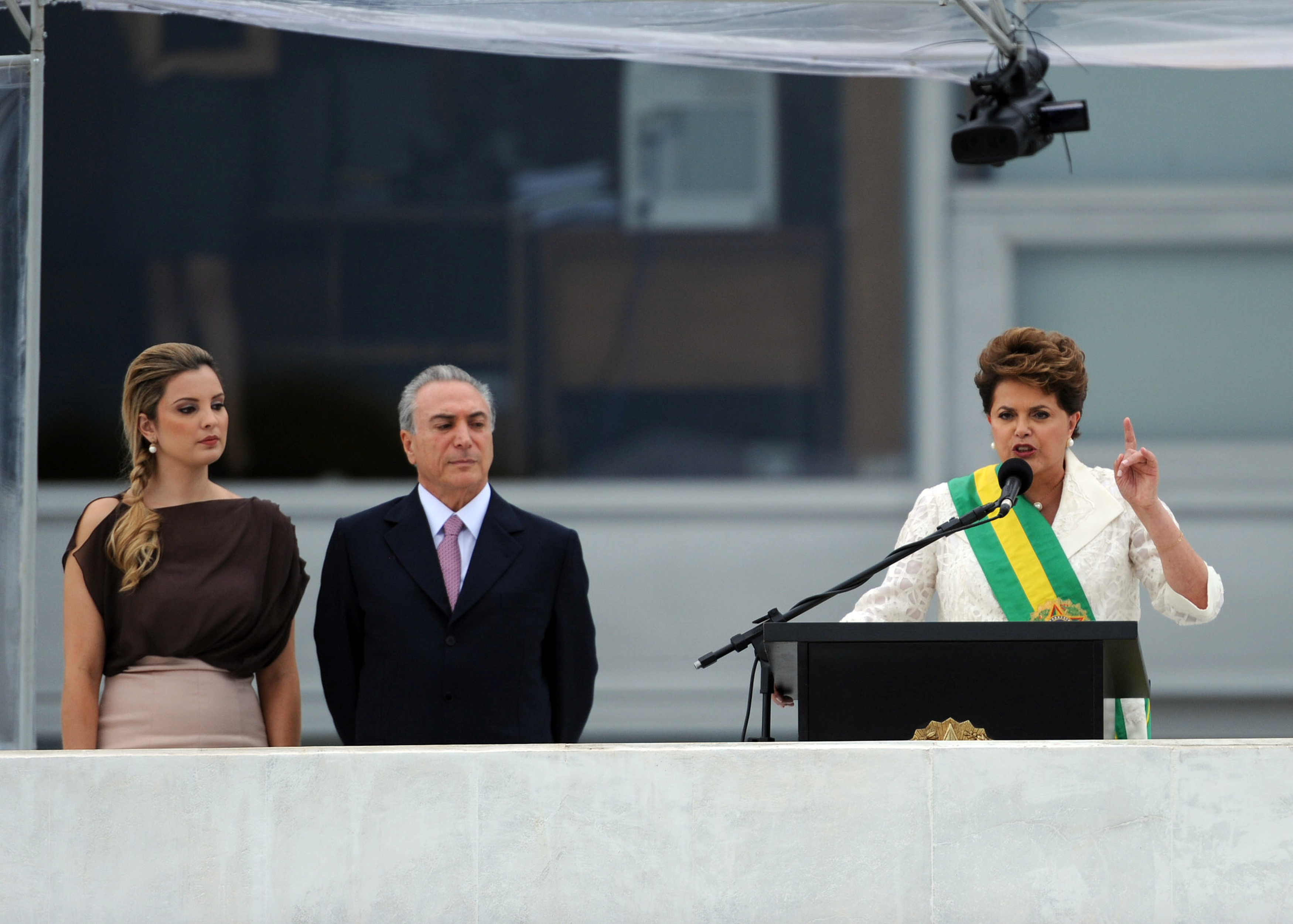
Primeira posse da presidente Dilma Rousseff e do vice-presidente Michel Temer em 2011.
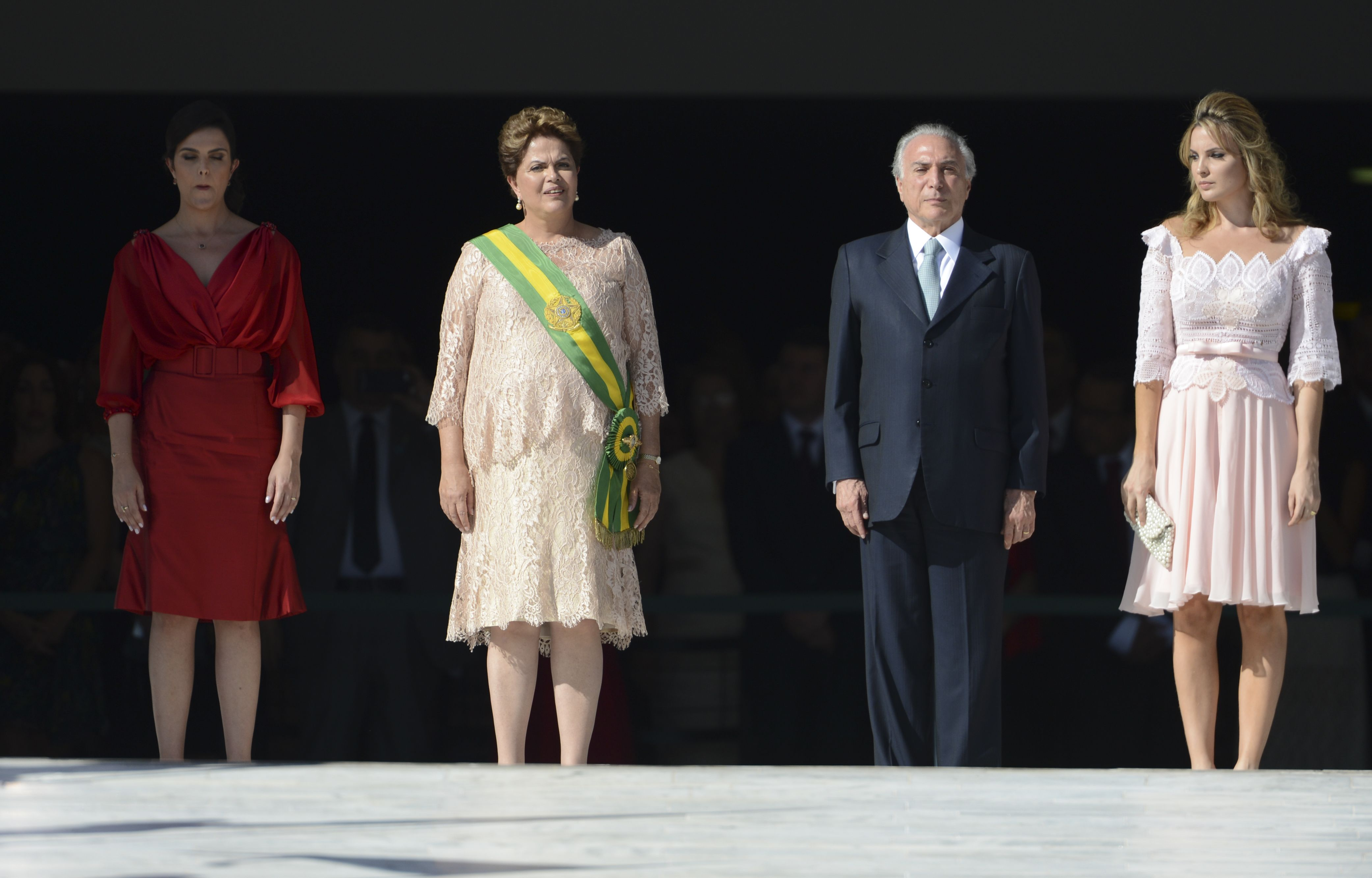
Segunda posse da presidente Dilma Rousseff e do vice-presidente Michel Temer em 2015.
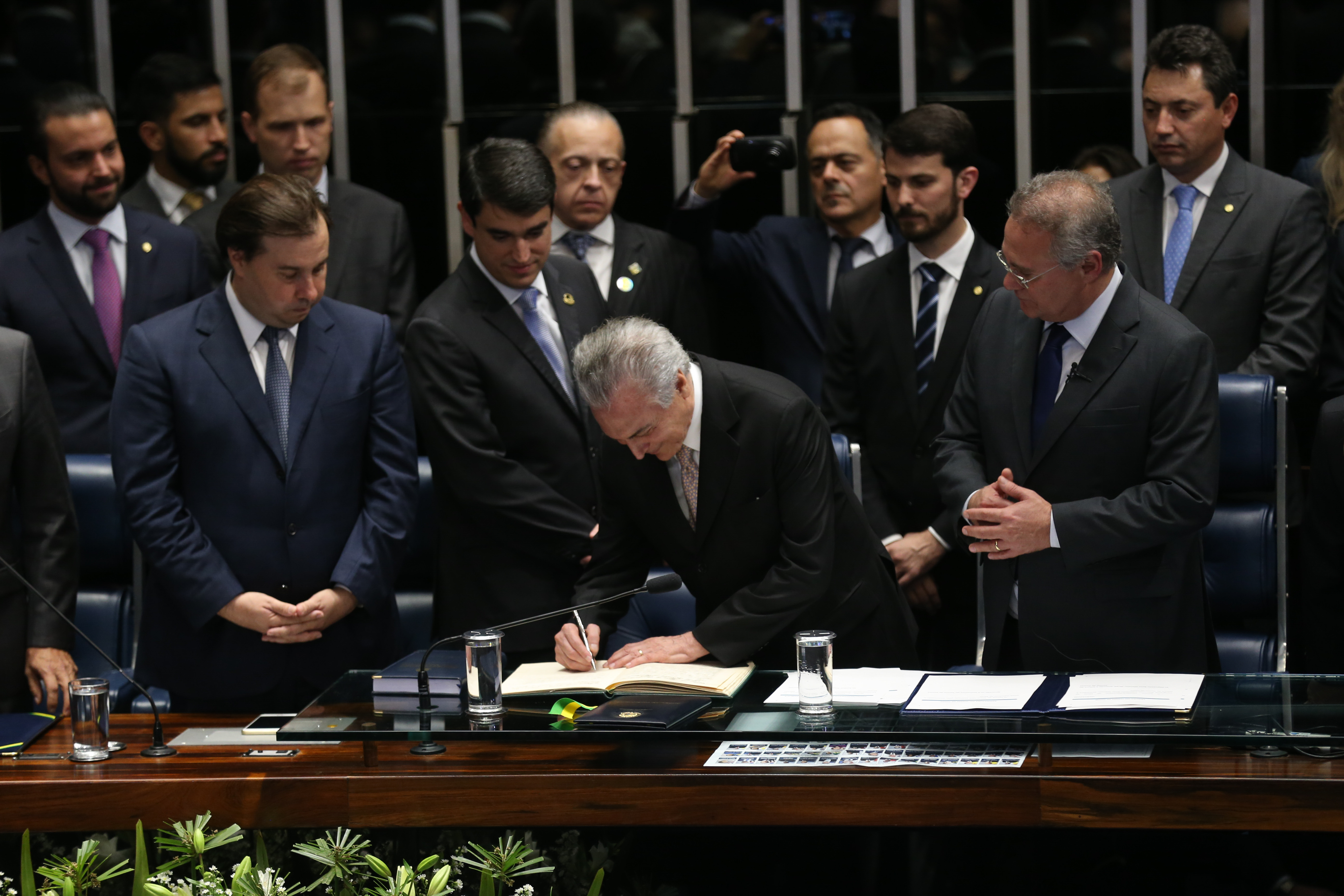
Posse do presidente Michel Temer em 2016.
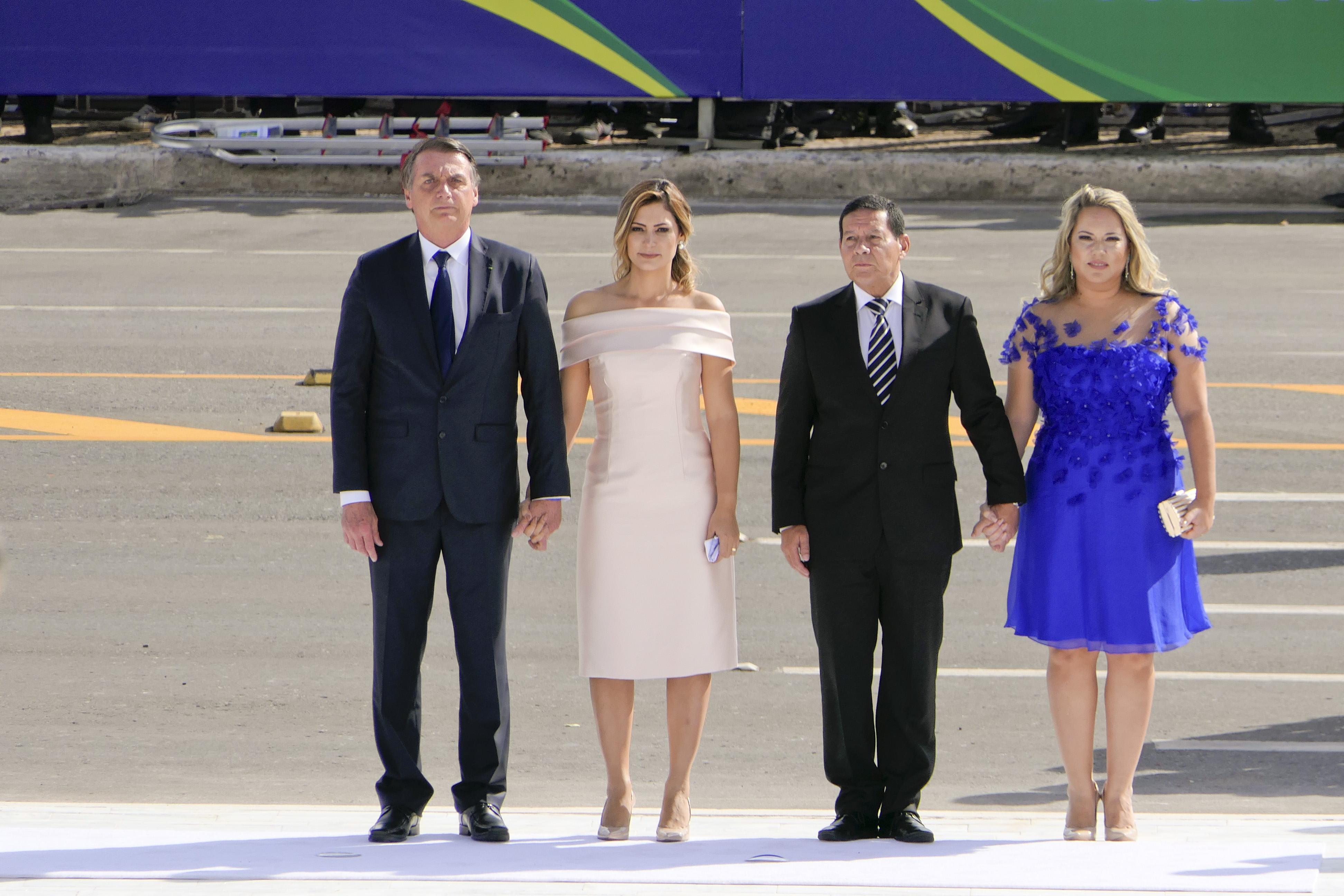
Posse do presidente Jair Bolsonaro e do vice-presidente Hamilton Mourão em 2019.
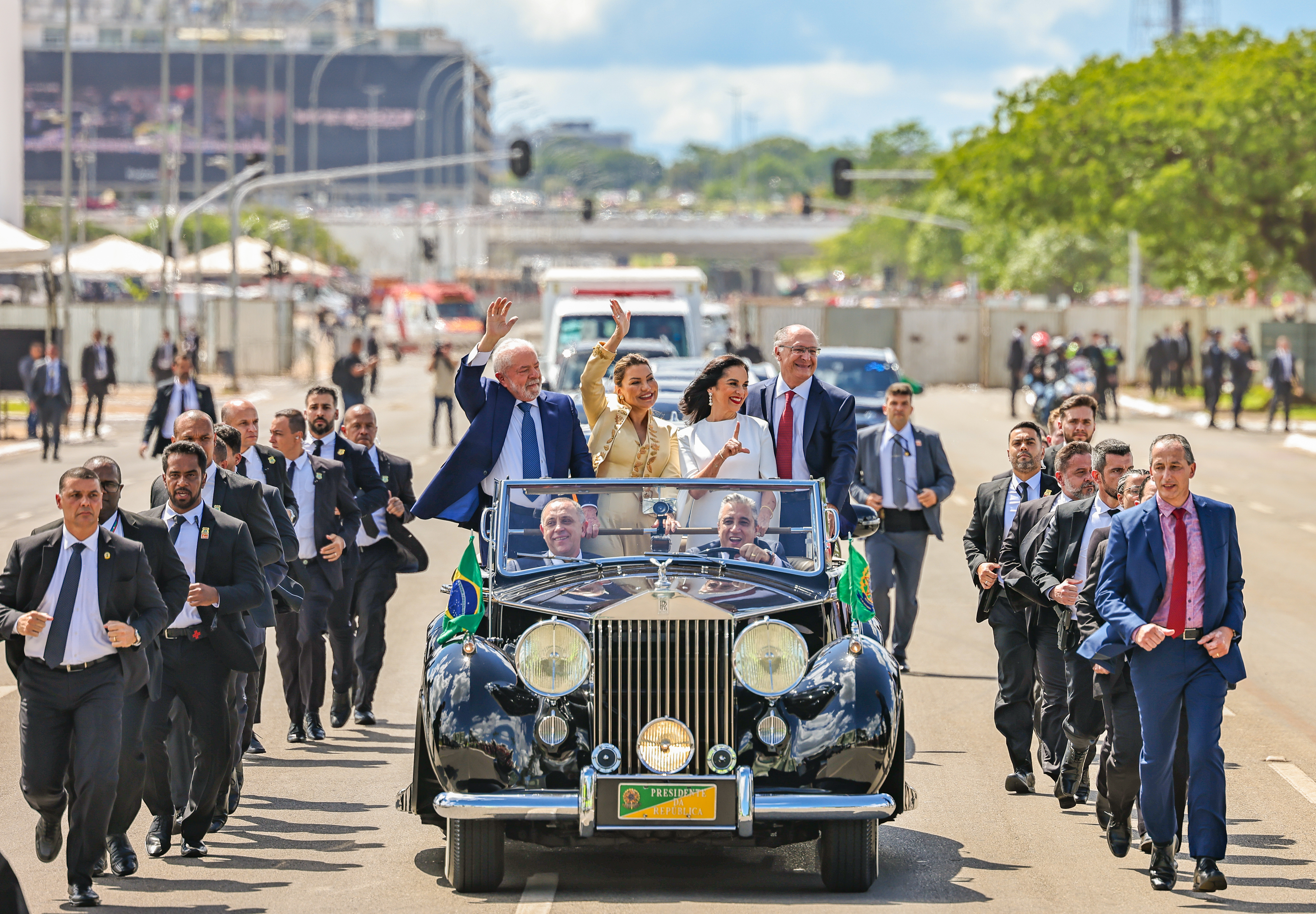
Terceira posse do presidente Luiz Inácio Lula da Silva e do vice-presidente Geraldo Alckmin em 2023.